# Paola Capriolo
Œuvres principales
La grande Eulalia
Il nocchiero
Il doppio regno
Paola Capriolo, née le 1er janvier 1962 à Milan, est une écrivaine italienne et une journaliste.

## Biographie
Paola Capriolo fait des études de philosophie à l'université de Milan dont elle est diplômée en 1996. Elle devient journaliste dans les pages « Culture » du Corriere della Sera et réalise également des traductions en italien de classiques de la littérature germanique (dont La Mort à Venise de Thomas Mann, Les Souffrances du jeune Werther de Goethe ou Michael Kohlhaas d'Heinrich von Kleist),.

## Œuvre
- La grande Eulalia (nouvelles), éditions Feltrinelli, 1988 – prix Berto
- Il nocchiero, éd. Feltrinelli, 1989 – prix Rapallo-Carige 1990
- Il doppio regno, éditions Bompiani, 1991 – prix Grinzane Cavour
- La ragazza dalla stella d'oro (littérature jeunesse), éd. Einaudi, 1991
- Vissi d'amore, éd. Bompiani, 1992
- La spettatrice, éd. Bompiani, 1995
- L'assoluto artificiale. Nichilismo e mondo dell'espressione nell'opera saggistica di Gottfried Benn, éd. Bompiani, 1996
- Un uomo di carattere, Bompiani, éd. 1996
- Con i miei mille occhi, Bompiani, éd. 1997
- Barbara, Bompiani, éd. 1998
- Il sogno dell'agnello, éd. Bompiani, 1999
- Una di loro, éd. Bompiani, 2001
- Qualcosa nella notte. Storia di Gilgamesh, signore di Uruk, e dell'uomo selvatico cresciuto tra le gazzelle, éditions Mondadori, 2003
- Una luce nerissima, éd. Mondadori, 2005
- Rilke. Biografia di uno sguardo, éd. Ananke, 2006
- L'amico invisibile (littérature jeunesse), éd. Einaudi, 2006
- Maria Callas (littérature jeunesse), éd. EL, 2007
- Ancilla, éd. Perrone, 2008
- Il pianista muto, éd. Bompiani, 2009
- Indira Gandhi (littérature jeunesse), éd. EL, 2009
- La macchina dei sogni (littérature jeunesse), éd. Piemme, 2009
- No !, éd. EL, 2010
- Io come te, éd. EL, 2011
- Caino, Bompiani, éd. 2012
- L'ordine delle cose, éd. EL, 2013
- Mi ricordo, éd. Giunti, 2015